# Курпский район
Курпский район (кабард.-черк. КурпI куей) — административный район в составе Кабардино-Балкарской и Северо-Осетинской АССР.
Административный центр — колония Гнаденбург.

## География
Курпский район располагался в восточной части Кабардино-Балкарской АССР. На севере и востоке граничил со Ставропольским краем, на юге с Чечено-Ингушской АССР. Площадь района — 376,9 км².

## История
Курпский район был образован 28 января 1935 года из Гнаденбургского, Раздольненского, Кизлярского, Нижне-Курпского и Малгобекского сельсоветов Мало-Кабардинского района КБАССР.
17 марта 1935 года из Гнаденбургского сельсовета был выделен Сухотский (х. Сухотский).
Указом Президиума Верховного Совета СССР от 7 марта 1944 года «О ликвидации Чечено-Ингушской АССР и об административном устройстве её территории», Курпский район передан в состав Северо-Осетинской АССР. Нижнекурпский сельсовет перечислен в Терский район.
В 1956 году Курпский район Северо-Осетинской АССР был упразднён.

## Административное деление
В состав Курпского района входили:
| № | Сельсоветы               | Населённые пункты                                       |
| 1 | Гнаденбургский сельсовет | колония Гнаденбург, село Ново-Николаевское              |
| 2 | Кизлярский сельсовет     | село Кизляр, село Чеченская балка, хутор Малый Малгобек |
| 3 | Малгобекский сельсовет   | село Нижний Малгобек                                    |
| 4 | Нижнекурпский сельсовет  | село Нижний Курп                                        |
| 5 | Раздольненский сельсовет | село Раздольное                                         |
| 6 | Сухотский сельсовет      | село Сухотское                                          |

## Население
По переписи 1939 года, в районе проживало 9995 человек. Из них:
| Народ      | Численность | Доля   | Примечание                         |
| кумыки     | 3138        | 31,5 % | сёла Кизлярского сельсовета        |
| кабардинцы | 2792        | 28,0 % | сёла Нижний Курп и Нижний Малгобек |
| русские    | 1997        | 20,1 % | сёла Раздольное и Сухотское        |
| немцы      | 909         | 9,1 %  | колония Гнаденбург                 |
| болгары    | 553         | 5,5 %  | село Сухотское                     |
| осетины    | 299         | 3,0 %  | село Ново-Никалаевское             |
| украинцы   | 101         | 1,0 %  | село Раздольное                    |
| другие     | 206         | 2,1 %  |                                    |
| всего      | 9 995       | 100 %  |                                    |